# Acktjärnarna
Acktjärnarna är en sjö i Torsby kommun i Värmland och ingår i Göta älvs huvudavrinningsområde. Sjön har en area på 0,291 kvadratkilometer och ligger 372,6 meter över havet.

## Delavrinningsområde
Acktjärnarna ingår i det delavrinningsområde (671533-134795) som SMHI kallar för Mynnar i Norsälven. Medelhöjden är 395 meter över havet och ytan är 40,03 kvadratkilometer. Det finns inga avrinningsområden uppströms utan avrinningsområdet är högsta punkten. Ackan som avvattnar avrinningsområdet har biflödesordning 3, vilket innebär att vattnet flödar genom totalt 3 vattendrag innan det når havet efter 408 kilometer. Avrinningsområdet består mestadels av skog (76 procent) och sankmarker (17 procent). Avrinningsområdet har 0,49 kvadratkilometer vattenytor vilket ger det en sjöprocent på 1,2 procent.